# 奧西寧 (紐約州村)
奧西寧（英語：Ossining）是位於美國紐約州西徹斯特縣的村。

## 人口
根據2020年美國人口普查的數據，奧西寧的面積為16.40平方千米，當中陸地面積為8.30平方千米，而水域面積為8.10平方千米。當地共有人口27551人，而人口密度為每平方千米1,680人。